# رادولفتسل
رادولفتسل آم بودن‌زي (بالألمانية: Radolfzell) هي Grosse Kreisstadt، مدينة وبلدة ألمانية تقع في ألمانيا في كونستانس (قضاء). يقدر عدد سكانها بـ 30,092 نسمة .

## توأمة
لرادولفتسل اتفاقيات توأمة مع:
- ايستر

## أعلام
- باول ألبرت
- باتريك باور
- أنا-لينا فورستر
- هورست يانكوفسكي
- كريستوف ويلك